# Misión sui iuris de Santa Elena, Ascensión y Tristán de Acuña
La misión sui iuris de Santa Elena, Ascensión y Tristán de Acuña (en latín: Missio sui iuris Sanctae Helenae, Ascensionis et Tristanensis y en inglés: Mission sui iuris of Saint Helena, Ascension and Tristan da Cunha) es una circunscripción eclesiástica de la Iglesia católica en Santa Elena, Ascensión y Tristán de Acuña. Se trata de una misión sui iuris latina, inmediatamente sujeta a la Santa Sede. Desde el 18 de julio de 2024 su superior es el presbítero Tom Pattasseril, del Instituto de la Caridad.

## Territorio y organización

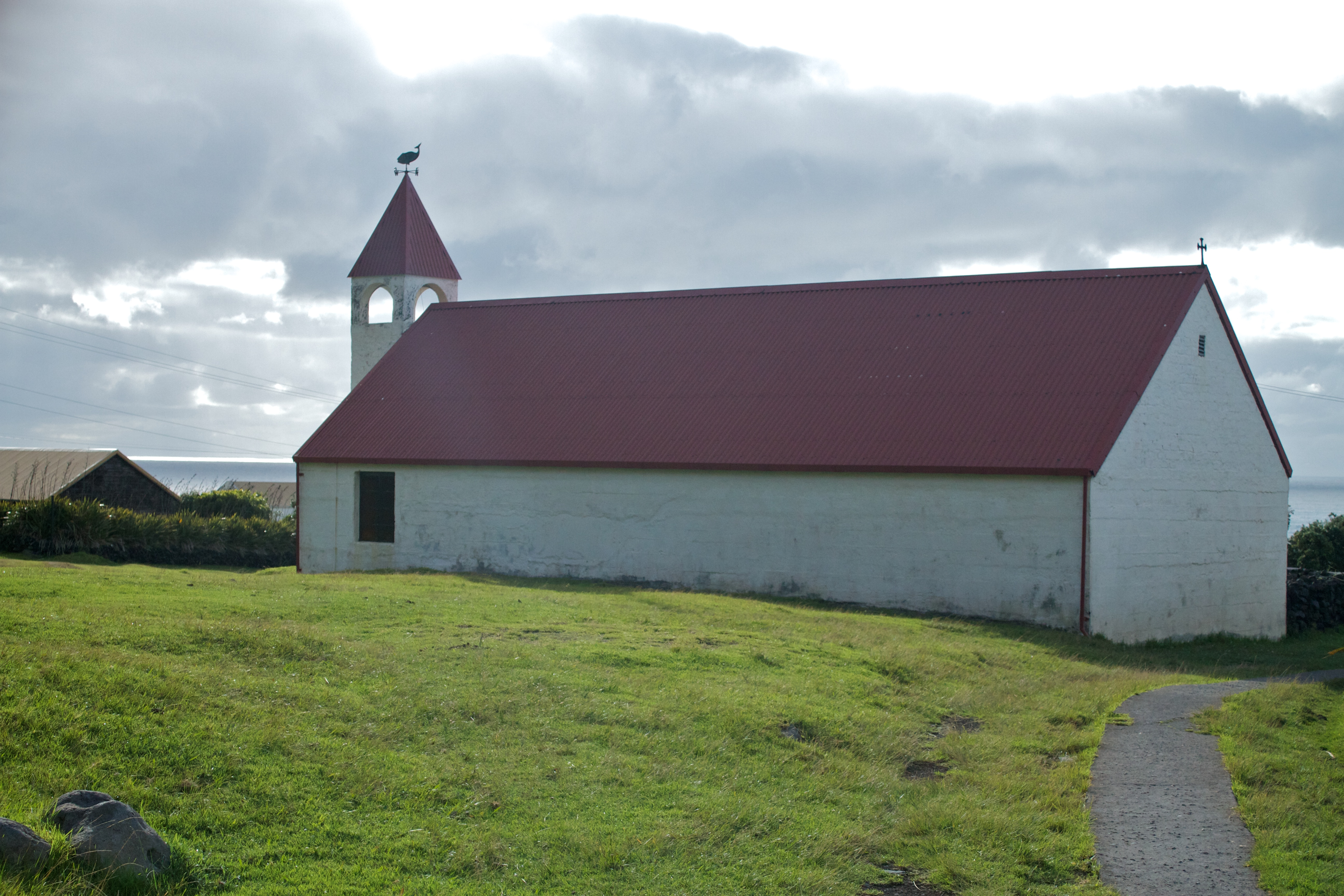
Iglesia de San José, en Edimburgo de los Siete Mares

La misión sui iuris tiene 718 km² y extiende su jurisdicción sobre los fieles católicos de rito latino residentes en Santa Elena, Ascensión y Tristán de Acuña, un territorio de ultramar del Reino Unido.
La sede de la misión sui iuris se encuentra en la localidad de la Jamestown, en la isla Santa Elena, en donde se halla la iglesia del Sagrado Corazón. Desde su erección la misión sui iuris está encomendada al cuidado pastoral del prefecto apostólico de las Islas Malvinas, quien es a la vez el superior eclesiástico de la misión sui iuris.
En 2022 la misión sui iuris tenía 3 parroquias: iglesia del Sagrado Corazón (en la isla Santa Elena), iglesia de San José (en la isla Tristán de Acuña) y la gruta de Nuestra Señora de la Ascensión (en la isla Ascensión).

## Historia
La misión sui iuris fue erigida el 18 de agosto de 1986 desmembrando territorio de la arquidiócesis de Ciudad del Cabo. 

## Estadísticas
Según el Anuario Pontificio 2023 la misión sui iuris tenía a fines de 2022 un total de 300 fieles bautizados.
| Año                                                                             | Población            | Población | Población      | Sacerdotes | Sacerdotes    | Sacerdotes    | Bautizados por sacerdote | Diáconos permanentes | Religiosos | Religiosos | Parroquias |
| Año                                                                             | Bautizados católicos | Total     | % de católicos | Total      | Clero secular | Clero regular | Bautizados por sacerdote | Diáconos permanentes | Varones    | Mujeres    | Parroquias |
| ------------------------------------------------------------------------------- | -------------------- | --------- | -------------- | ---------- | ------------- | ------------- | ------------------------ | -------------------- | ---------- | ---------- | ---------- |
| 1990                                                                            | 110                  | 7200      | 1.5            | 1          |               | 1             | 110                      |                      | 1          |            | 1          |
| 1999                                                                            | 87                   | 6136      | 1.4            | 2          |               | 2             | 43                       |                      | 2          |            | 1          |
| 2000                                                                            | 89                   | 6169      | 1.4            | 2          |               | 2             | 44                       |                      | 2          |            | 1          |
| 2001                                                                            | 87                   | 5969      | 1.5            | 1          |               | 1             | 87                       |                      | 1          |            | 1          |
| 2003                                                                            | 100                  | 5300      | 1.9            | 1          |               | 1             | 100                      |                      | 1          |            | 3          |
| 2004                                                                            | 100                  | 5500      | 1.8            | 1          |               | 1             | 100                      |                      | 1          |            | 3          |
| 2007                                                                            | 100                  | 5500      | 1.8            | 1          |               | 1             | 100                      |                      | 1          |            | 3          |
| 2010                                                                            | 100                  | 5500      | 1.8            | 1          |               | 1             | 100                      |                      | 1          |            | 3          |
| 2014                                                                            | 100                  | 5500      | 1.8            | 1          |               | 1             | 100                      |                      | 1          |            | 3          |
| 2017                                                                            | 20                   | 5500      | 0.4            | ?          | ?             | 2             | 10                       |                      | 2          |            | 3          |
| 2020                                                                            | 200                  | 5500      | 3.6            | 2          |               | 2             | 100                      |                      | 2          |            | 3          |
| 2022                                                                            | 300                  | 6000      | 5.0            | 2          |               | 2             | 150                      |                      | 2          |            | 3          |
| Fuente: Catholic-Hierarchy, que a su vez toma los datos del Anuario Pontificio. |                      |           |                |            |               |               |                          |                      |            |            |            |

## Episcopologio
- p. Anton Agreiter, M.H.M. † (1 de octubre de 1986-9 de agosto de 2002 renunció)
- p. Michael Bernard McPartland, S.M.A. † (9 de agosto de 2002-29 de septiembre de 2016 retirado)
- p. Hugh Allan, O. Praem. (29 de septiembre de 2016[3]-18 de julio de 2024 cesado)
- p. Tom Thomas Pattasseril, I.C., desde el 18 de julio de 2024